# Xavier Stierli
Isidor Xavier Stierli (* 29. Oktober 1940) ist ein ehemaliger Schweizer Fussballspieler. Er war Schweizer Nationalspieler und nahm an der Weltmeisterschaft 1966 teil.

## Laufbahn
Xavier Stierli spielte ab der Saison 1960/61 in der Nationalliga A für den FC Zürich. Diesem gehörte er bis zur Saison 1969/70 an. In dieser Zeit gewann er mit dem FCZ die Schweizer Meisterschaft in den Jahren 1963, 1966 und 1968 und den Cup 1966 sowie 1970. Im Endspiel wirkte er hier allerdings nur 1966 mit, als ihm mit Mitspielern wie Köbi Kuhn und Werner Leimgruber ein 2:0-Sieg gegen den Servette FC gelang.
Mit dem FC Zürich qualifizierte sich Stierli auch mehrfach für die europäischen Vereinswettbewerbe. Insgesamt bestritt er 13 Partien im Europapokal der Landesmeister, davon allein neun in der Saison 1963/64, als die Mannschaft erst im Halbfinale an Real Madrid scheiterte. In den Saisons 1966/67 und 1968/69 kam das Aus jeweils schon in der ersten Runde. Überdies lief Stierli für den FCZ 1967/68 und 1969/70 fünfmal im Messestädte-Pokal, dem Vorläufer des UEFA-Cups, auf.
Der langjährige Schweizer Nationaltrainer Karl Rappan verhalf Xavier Stierli zu seinem Debüt in der «Nati», als er ihn am 13. Januar 1963 beim Freundschaftsspiel gegen Marokko in Casablanca, das mit 0:1 verloren ging, in die Startelf berief. Die nächste Nominierung folgte erst im Oktober 1964 unter dem neuen Nationaltrainer Alfredo Foni für das Freundschaftsmatch gegen Ungarn in Bern (0:2). Anschliessend bestritt Stierli in der Qualifikation zur Weltmeisterschaft 1966 seine ersten vier Pflichtspiele für die Schweiz.
Beim WM-Turnier in England gehörte Xavier Stierli dann auch zum Kader des SFV. In der Vorrundengruppe B stand er in den Spielen gegen Spanien (1:2) und Argentinien (0:2) auf dem Platz. Zuvor hatte die «Nati» mit 0:5 gegen Deutschland verloren, so dass sie ohne Punktgewinn die Heimreise antreten musste. Stierlis Auswahlkarriere endete am 5. Januar 1967 mit dem Freundschaftsspiel gegen Mexiko, das im Aztekenstadion in Mexiko-Stadt mit 0:3 verloren ging.